# Alpine A523
O Alpine A523 é o modelo de carro de corrida de Fórmula 1 projetado e construído pela BWT Alpine F1 Team para o Campeonato Mundial de Fórmula 1 de 2023. O carro foi pilotado por Pierre Gasly, em sua primeira temporada na equipe, e por Esteban Ocon em todas as provas do campeonato, com o reserva Jack Doohan pilotando nos treinos livres da Cidade do México e de Abu Dhabi.
O A523 foi lançado em 16 de fevereiro de 2023, com uma pintura totalmente rosa sendo usada nas três corridas iniciais da temporada, sendo predominantemente azul com detalhes em rosa nas provas restantes. A bordo desse carro, Ocon e Gasly conseguiram um pódio cada, com a Alpine acumulando 120 pontos e sendo a sexta colocada no mundial de construtores.

## Links externos
- Sítio oficial